# 团街镇
团街镇，是中华人民共和国云南省昆明市禄劝彝族苗族自治县下辖的一个镇。

## 行政区划
团街镇下辖以下地区：
运昌村、龙海村、治安村、树安村、高家村、马初村、卓干村和乐业村。